# Flugplatz Tannheim

i7
i11
i13
Der Flugplatz Tannheim (ICAO-Code: EDMT) ist ein deutscher Flugplatz. Er liegt 1,8 km nordöstlich auf der Gemarkung Tannheim in Baden-Württemberg auf einer Höhe von 1903 ft (580 m). Er ist als Verkehrslandeplatz klassifiziert und wird von der Tannheimer Flieger- und Freizeitzentrum GmbH, die der Familie von Matthias Dolderer zuzuordnen ist, betrieben. Sowohl AVGAS/100LL als auch Mogas sind erhältlich.

## Infrastruktur

### Flugschule
Am Platz befindet sich eine Flugschule, die in
- Privatpilotenlizenz PPL – A (JAR FCL)
- Privatpilotenlizenz PPL – N (National)
- UL-Lizenz (3achs) SPL – F (Sport Pilot License Beiblatt F = aerodyn. gesteuert)

ausbildet. 

### Flugplatzgaststätte
Auf dem Gelände des Flugplatzes befindet sich ein Restaurant mit Raum für 100 Gäste, einer dazugehörigen Aussichtsterrasse, auf der noch einmal 120 Gäste Platz finden können und ein Kinderspielplatz.  

### Schutzengelkapelle

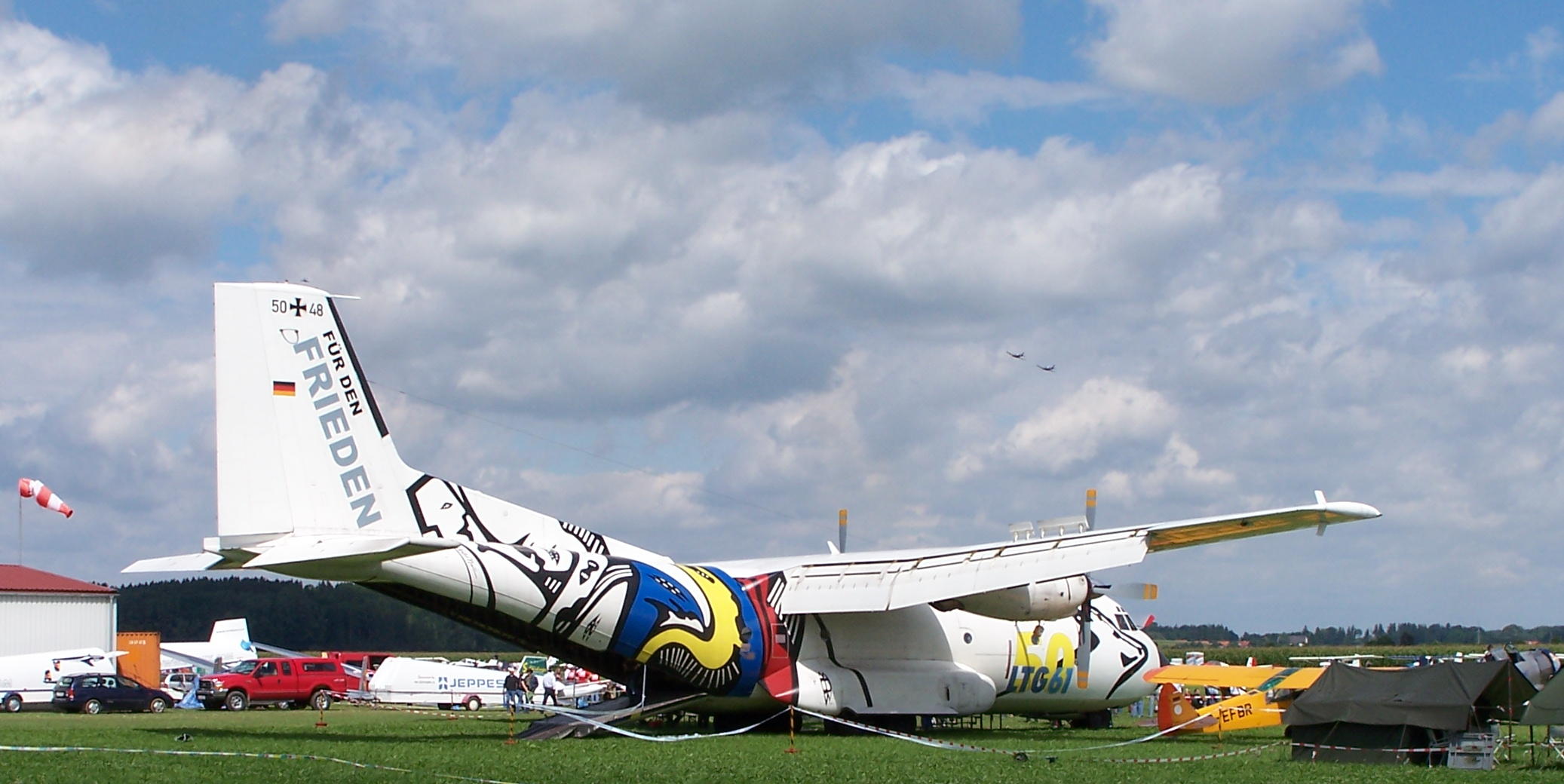
Transall C 160 des Lufttransportgeschwaders 61 auf dem Flugplatz Tannheim (2008)

Auf dem Gelände befindet sich auch eine Schutzengelkapelle. Sie wurde am 2. September 2000 feierlich eingeweiht.

## Veranstaltungen

### Tannkosh

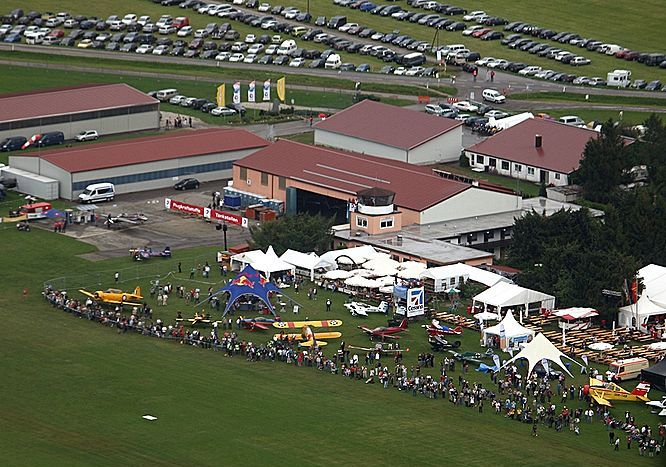
Tannkosh 2009

Tannkosh war ein von 1993 bis 2013 jährlich im Juli oder August veranstaltetes Luftfahrttreffen von Piloten für Piloten auf dem Flugplatz in Tannheim (Württemberg), welches von der Familie Dolderer initiiert wurde. Der Titel ist ein Kunstwort, zusammengezogen aus Tannheim und Oshkosh in Anspielung auf die mittlerweile legendäre Veranstaltung EAA AirVenture Oshkosh.

### Treffen

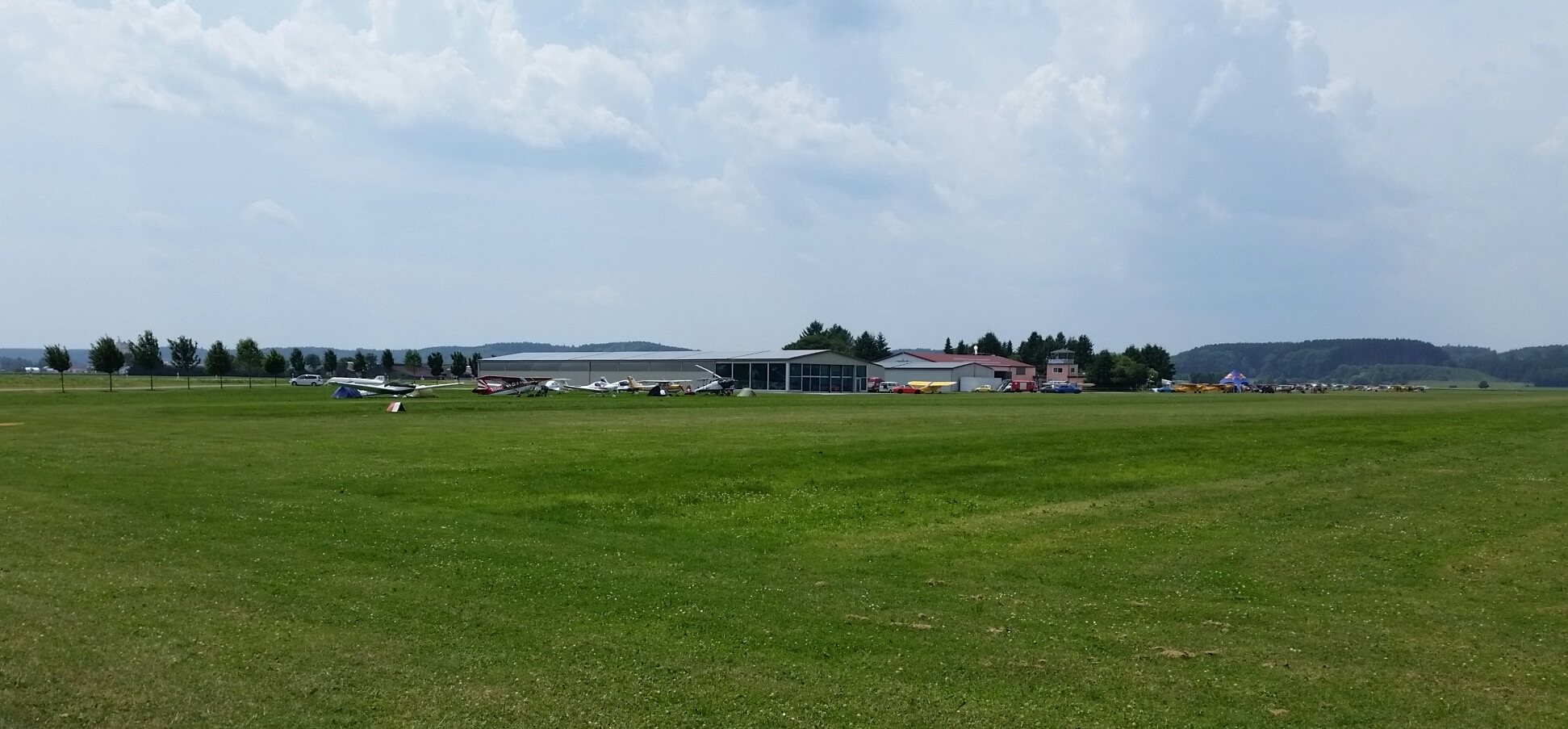
34. Pipertreffen 2017

Im Jahre 2017 fand auf dem Flugplatz das 34. Pipertreffen statt.